# 励家站
励家站是一个沈山线上的铁路车站，位于辽宁省锦州市黑山县励家镇，建于1901年，目前为四等站，邮政编码为121408。目前客运：办理旅客乘降；行李、包裹托运；货运：办理整车货物发到；不办理罐装危险货物到达。该站已于2003年8月18日关闭。